# 大果月见草
大果月见草为柳叶菜科月见草属多年生草本植物，分布于美国中东部至墨西哥东北部。花果俱大，常作观赏植物栽培。

## 亚种
大果月见草有以下亚种：

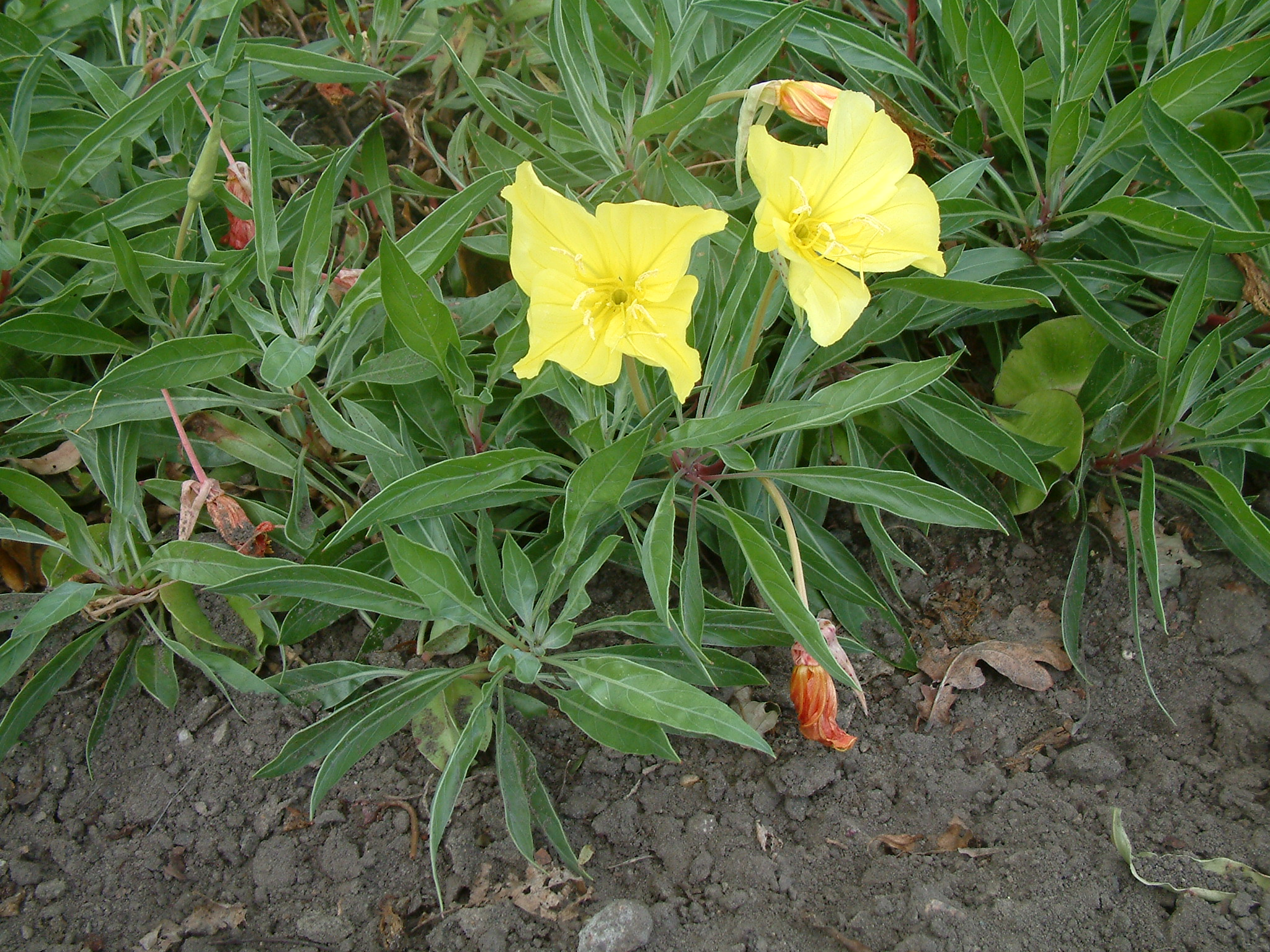
大果月见草
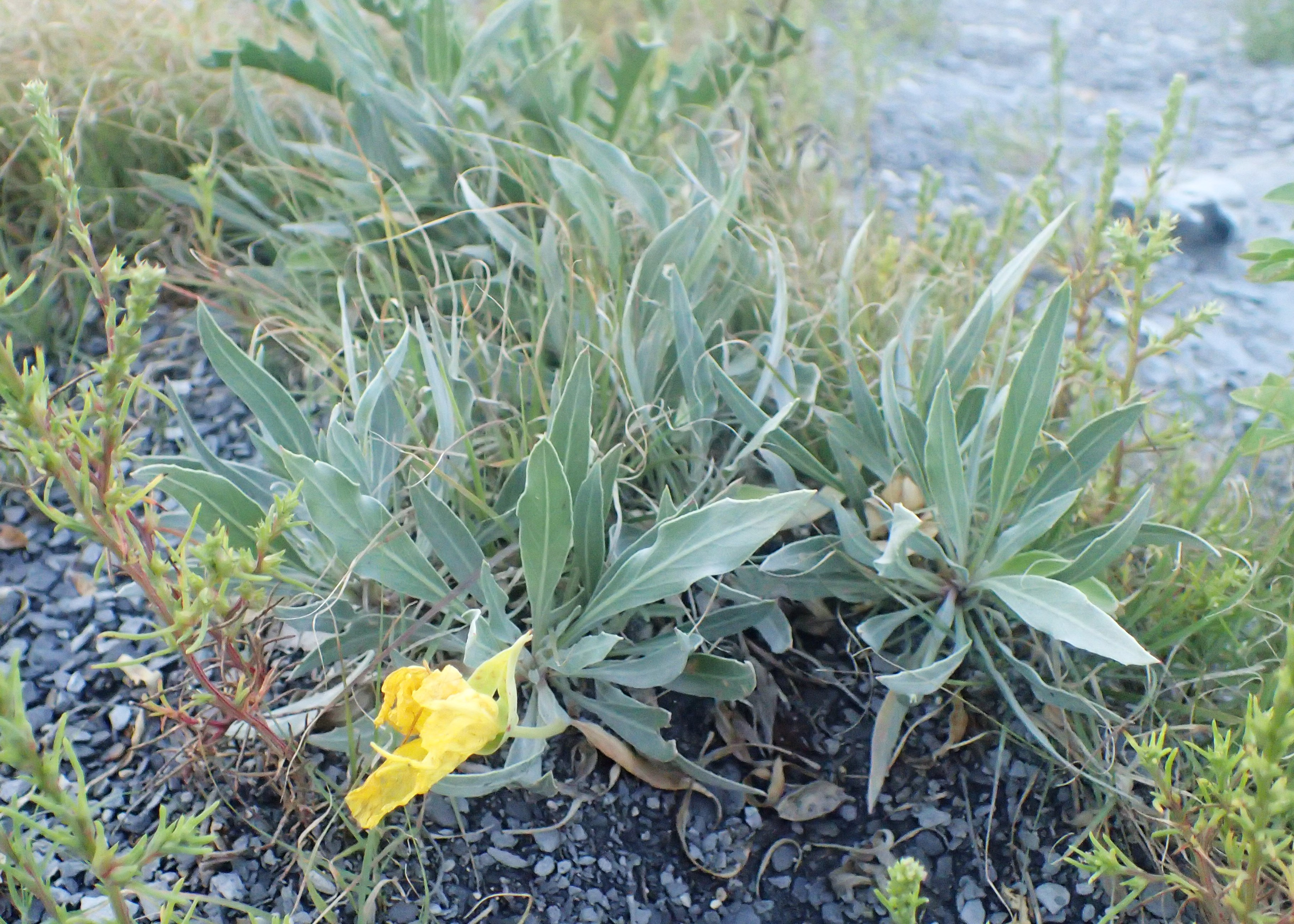
细银叶大果月见草
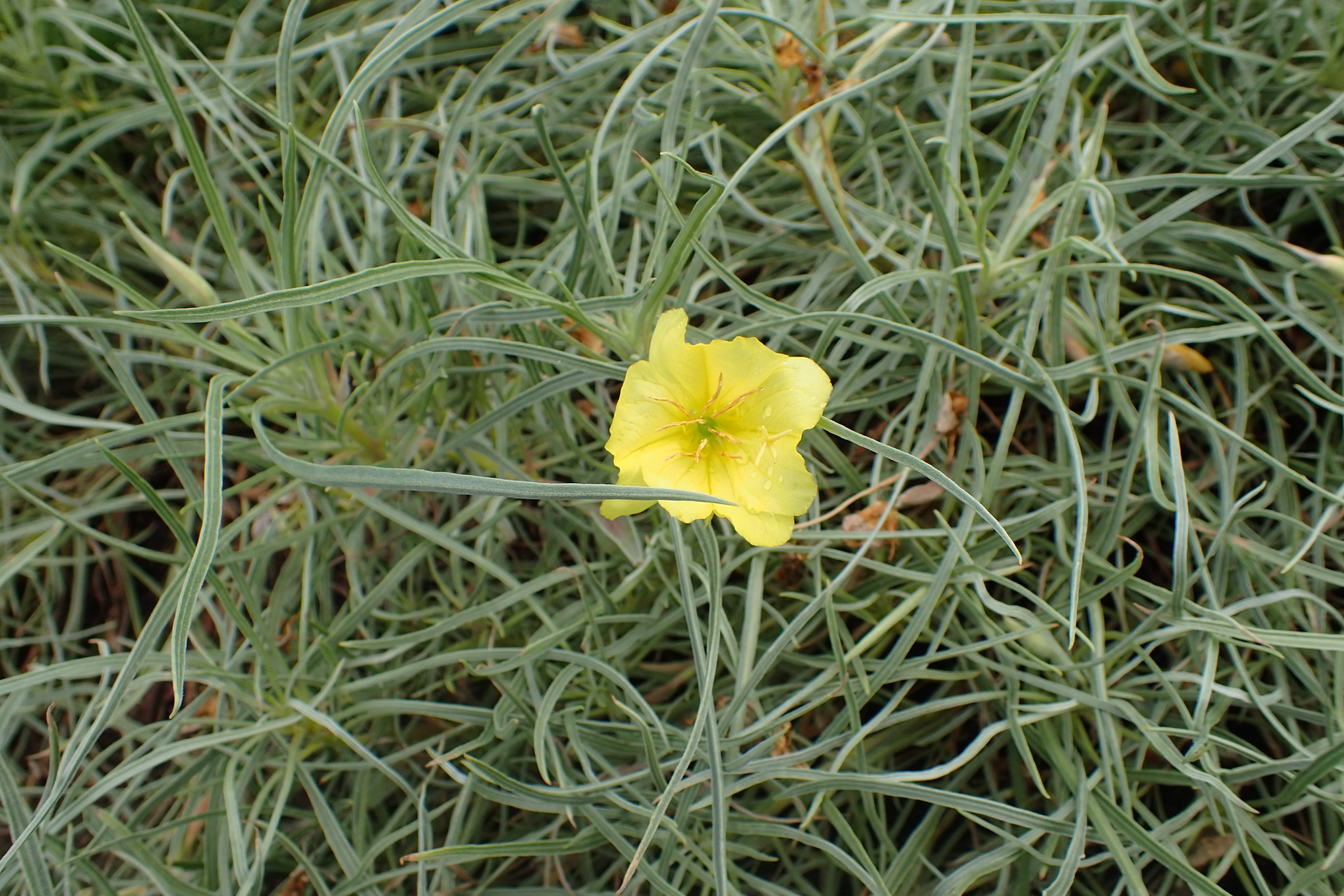
银叶大果月见草
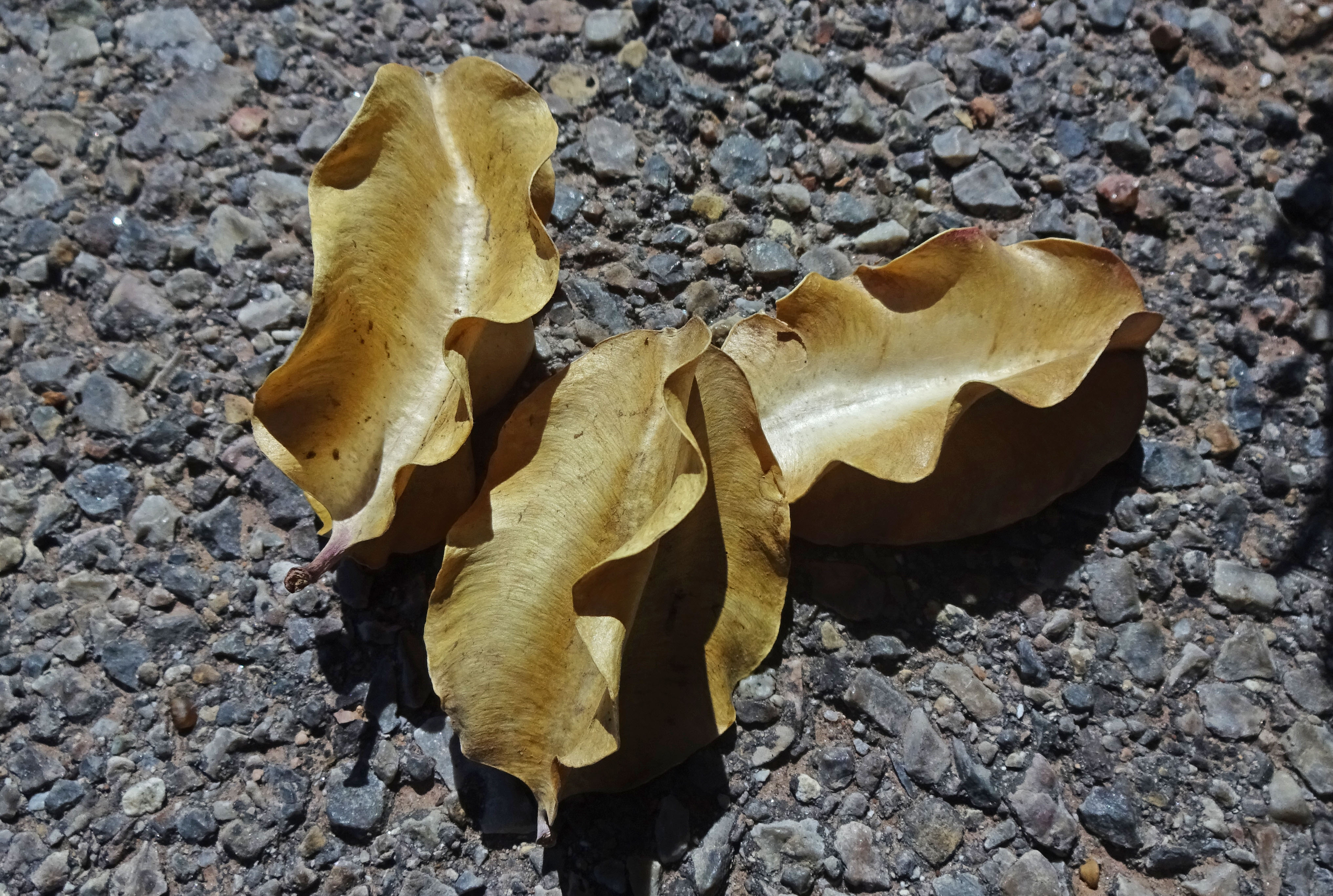
果实

- 细叶大果月见草
- 俄克拉何马月见草

- 大果月见草
- 银叶大果月见草
- 细银叶大果月见草
- 果实